# Mitsuoka Orochi
Mitsuoka Orochi — спортивный автомобиль компании Mitsuoka, производимый с 2006 по 2014 года. Позиционировался компанией как суперкар. Назван в честь восьмиголового и восьмихвостого дракона из японских мифов.

## Описание
В 2001 году на 35-м Токийском автосалоне была представлена концепт-версия спорткара Mitsuoka Orochi. На 37-м Токийском автосалоне в 2003 году была представлена обновлённая версия концепта, соответствующая всем стандартам безопасности. Через два года на Токийском автосалоне компания показала концепт-версию суперкара в виде кабриолета — Mitsuoka Orochi Nude Top. Осенью 2006 года компания официально представила производственную версию автомобиля в кузове купе. В планы компании входило производство 400 автомобилей в течение четырёх лет по цене от 89 тысяч долларов. Автомобиль комплектовался V-образным шестицилиндровым двигателем 3MZ-FE компании Toyota объёмом 3,3 литра и мощностью 233 л.с., а также автоматической 5-ступенчатой коробкой переключения передач.

## Специальные версии
За время производства автомобиля компания представляла и специальные версии модели. Так, на 40-м токийском автосалоне компания представила спецверсию под названием Mitsuoka Orochi Kabuto. Разрабатывая эту версию компания вдохновлялась японским шлемом кабуто, поэтому автомобиль получился более агрессивным по сравнению со стандартной версией. В экстерьере модели использованы различные углепластиковые детали, а салон автомобиля украшают алюминиевые вставки и панели с платиновым покрытием.
В 2008 года была представлена «бюджетная» версия автомобиля — Mitsuoka Orochi Zero. Производитель снизил цену этой модели до 87 тысяч долларов (при цене стандартной версии уже в 110 тысяч долларов). При этом в интерьере автомобиля вместо натуральной кожи была использована искусственная и только чёрного цвета, были исключены некоторые опции и звукоизолирующие материалы; кузов же предлагался также исключительно чёрного цвета и был лишён хромированных деталей.
Ограниченная серия из 20 экземпляров — Mitsuoka Orochi Premium Gold — была представлена в 2010 году. Кузов автомобиля получил недоступный ранее жемчужно-золотой окрас, новые передний и задний спойлеры, выхлопную систему с четырьмя патрубками. В интерьере автомобиля использована алькантара. Стоимость версии 113 тысяч долларов.
Весной 2014 года компания объявила о завершении производства модели и представила спецверсию Mitsuoka Orochi Final Edition доступную в двух расцветках количеством пять экземпляров. Три из них доступны в жемчужном цвете и два — в шоколадно-пурпурном. Стоимость этой версии 124 тысяч долларов.
В конце 2014 года компания представила ещё одну спецверсию, посвящённую аниме Neon Genesis Evangelion. Автомобиль отличает яркая расцветка, которую разработал художник Икуто Ямасита — дизайнер роботов Евангелионов. Спецверсия ограничена одиннадцатью экземплярами. К 50-летию Mitsuoka и художника-аниматора Го Нагаи, автора манги Devilman, была выпущена спецверсия Mitsuoka Devilman Orochi.

## Галерея

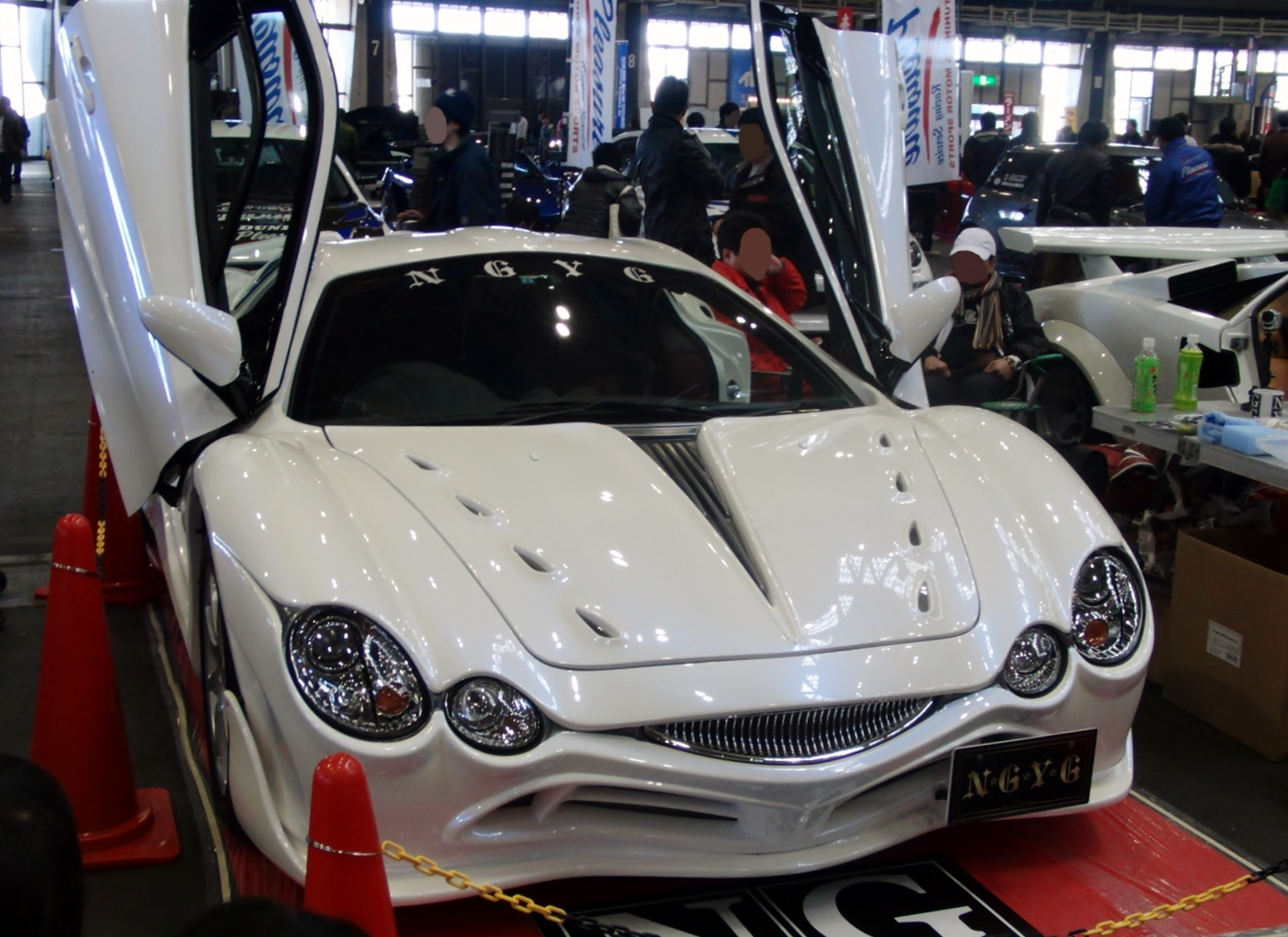
Mitsuoka Orochi
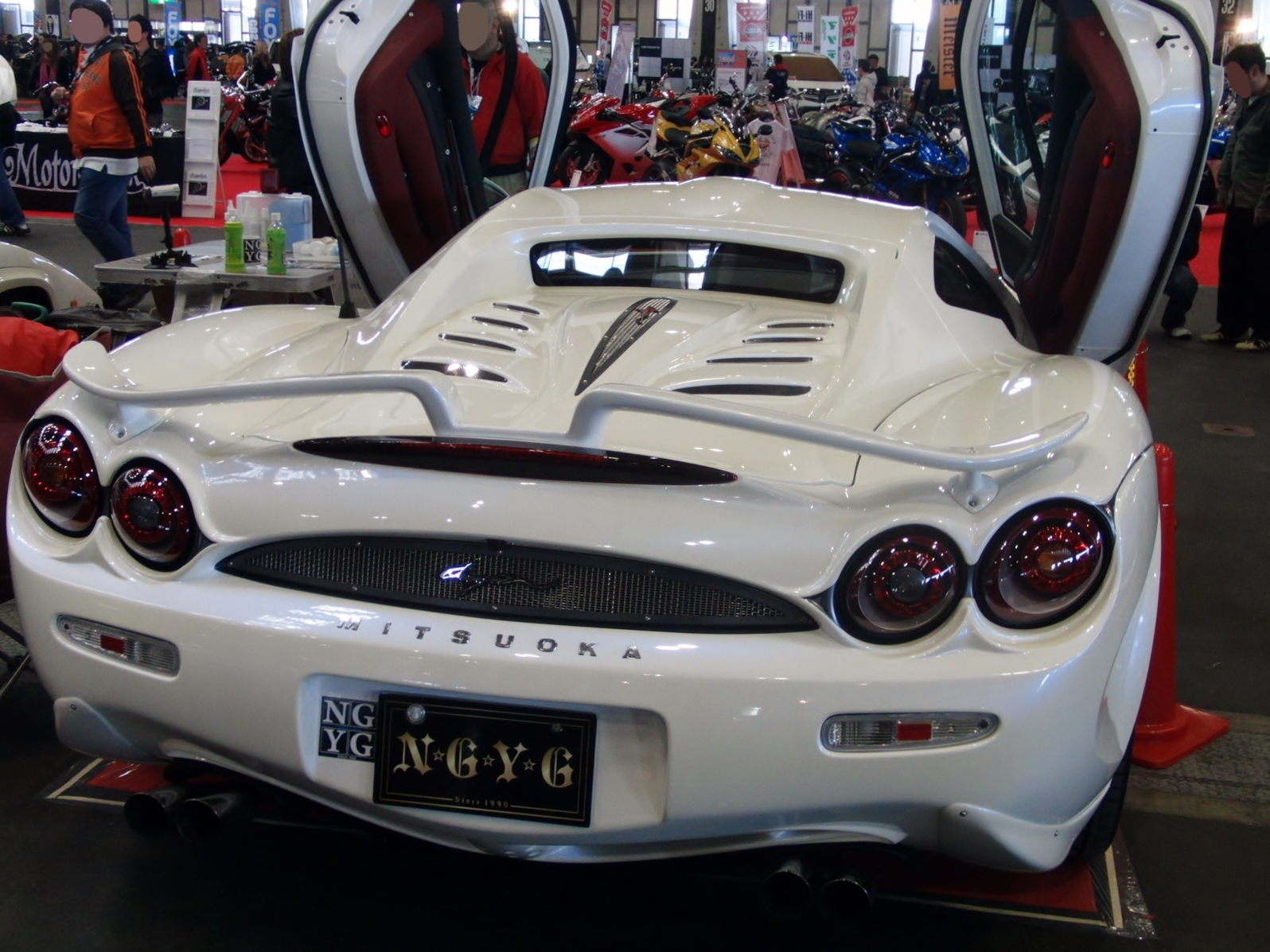
Mitsuoka Orochi (вид сзади)
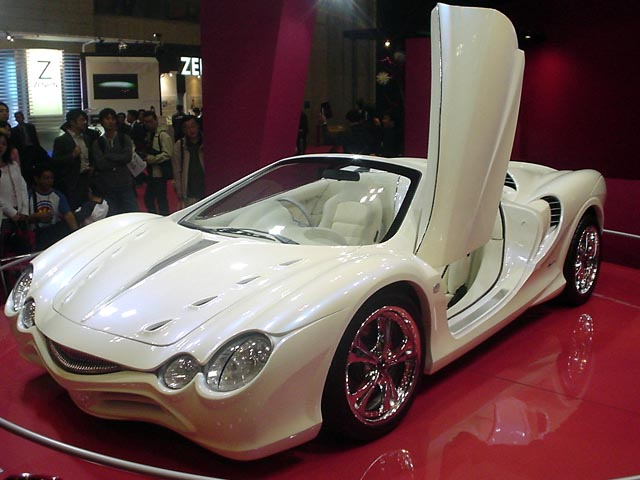
Концепт родстера Mitsuoka Orochi Nude Top
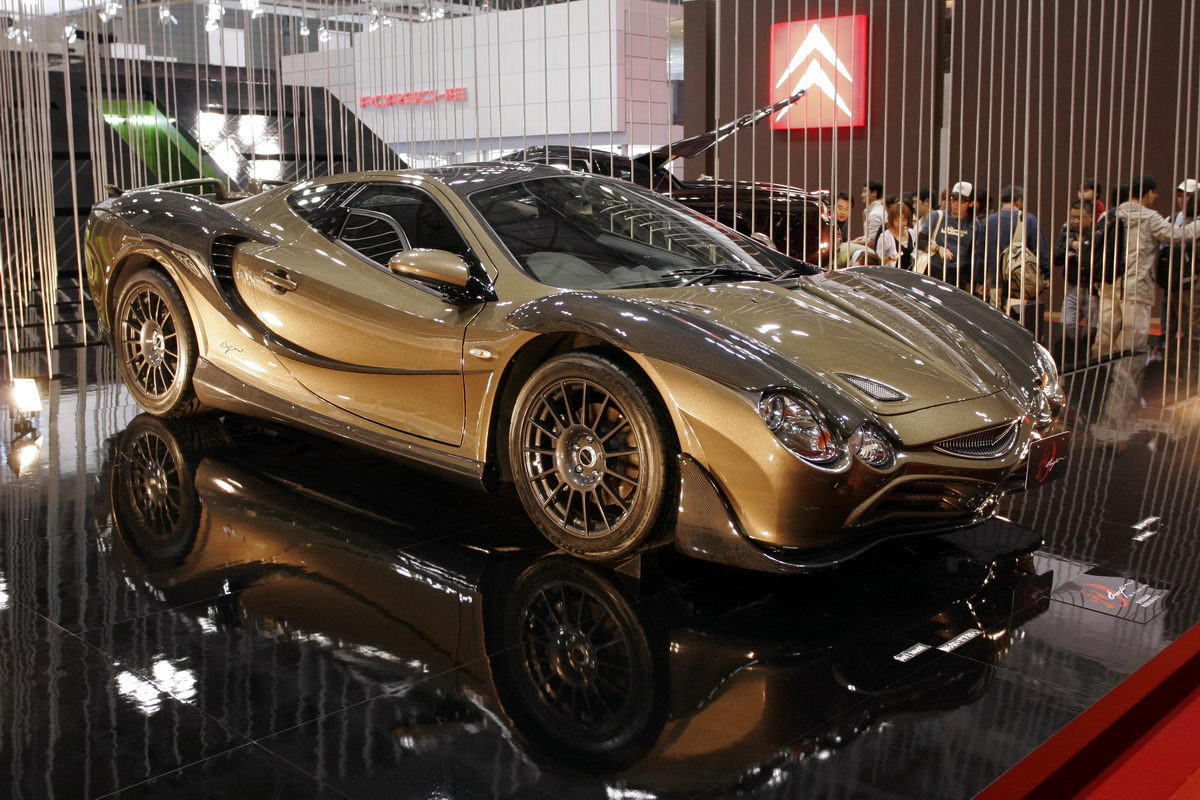
Спецверсия Mitsuoka Orochi Kabuto
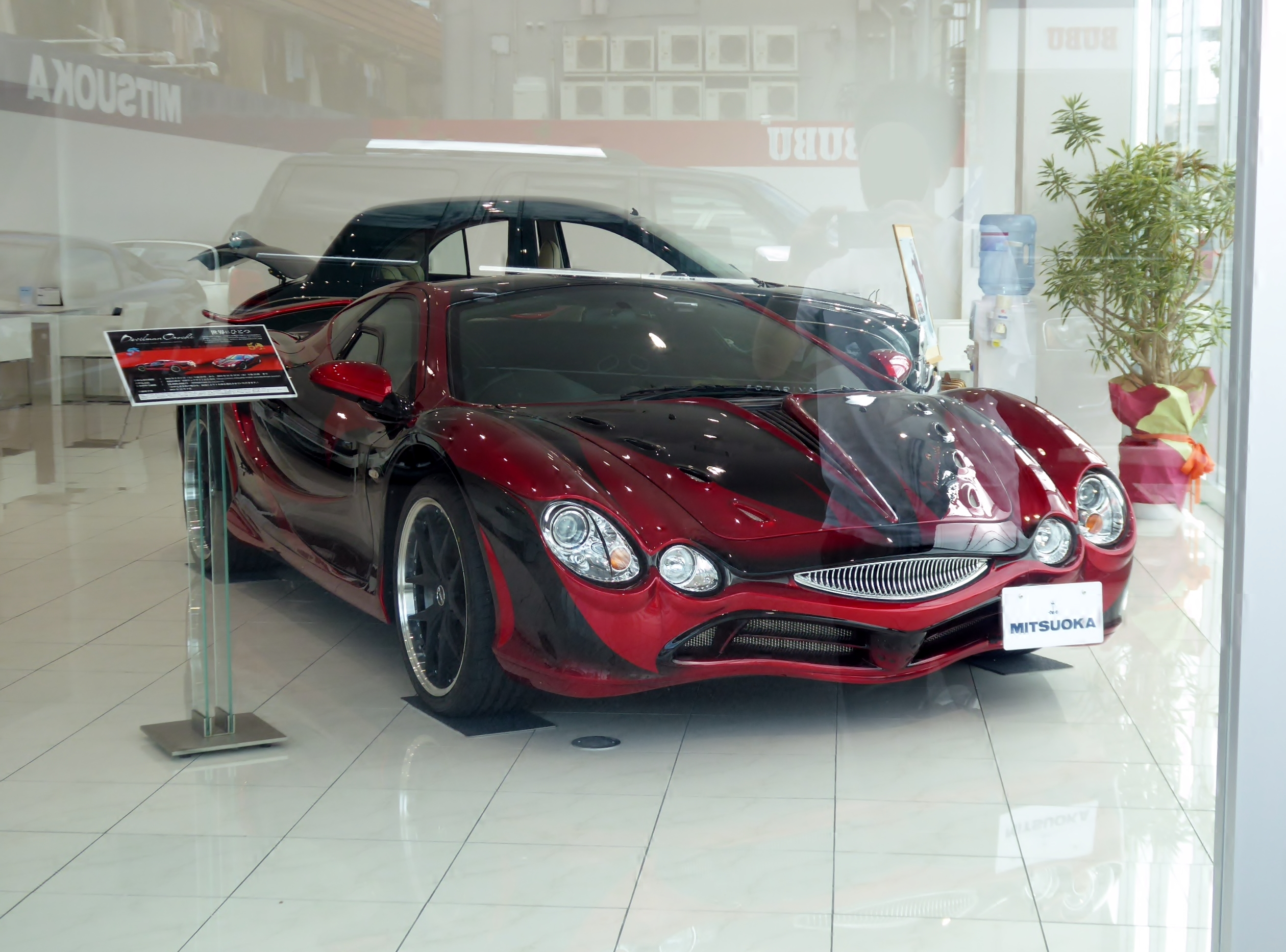
Спецверсия Mitsuoka Devilman Orochi